# Распятский собор (Серпухов)
Распятский собор (Церковь Распятия Христова) — храм Русской православной церкви в городе Серпухов Московской области.
Храм входил в состав Распятского монастыря. В настоящее время подчиняется благочинному монастырей.
Адрес: Московская область, город Серпухов, улица Калужская, 40.

## История
Предшественник Распятского храма — деревянная церковь Рождества Христова на серпуховском посаде впервые упомянута в Сотной книге князя В. С. Фуникова в 1552 году. В 1652 году храм перестраивался, в нём был один престол — Рождества Христова.

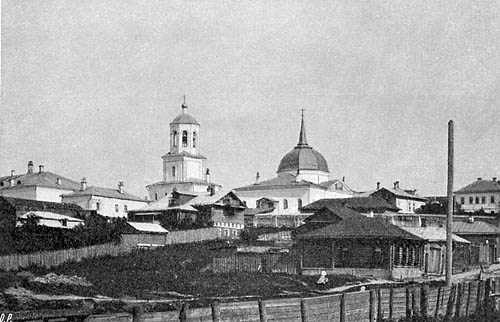
Распятская церковь с колокольней на дореволюционной фотографии

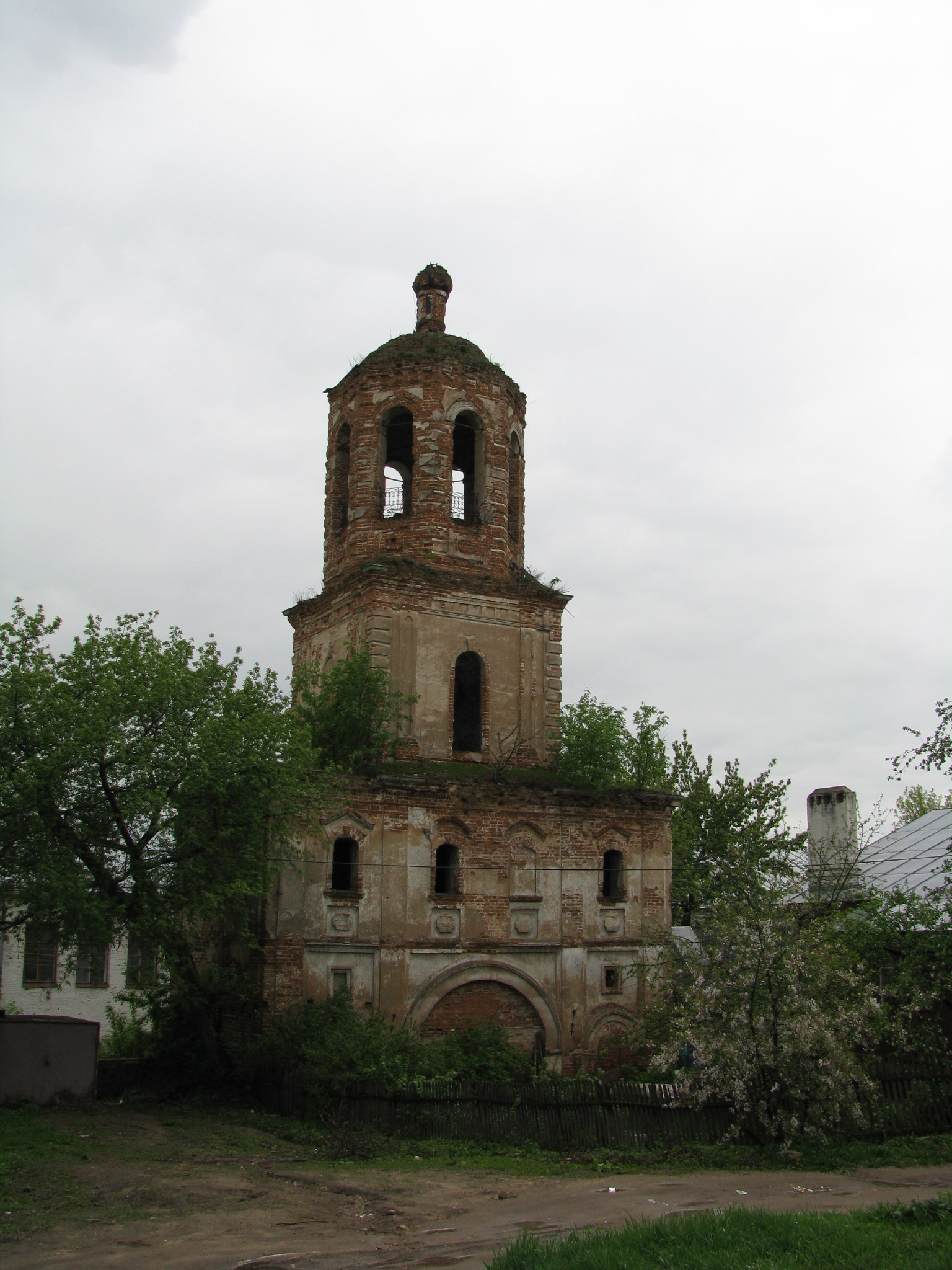
Надвратная колокольня в 2008 году

Около 1662 года при храме уже существовал женский монастырь. В 1718 году на территории монастыря началось сооружение каменного собора, средства на который пожертвовала княжна Назарета Матвеевна Гагарина. Первоначально здание собора планировалось создать в духе раннего барокко. Но из-за перерыва в строительстве, вызванного казнью её отца — сибирского губернатора М. П. Гагарина и смертью самой княжны, строительство было приостановлено и закончено уже по новому проекту только в 1751 году. Храм имел боковые приделы: Христорождественский и Предтеченский; при нём существовала отдельно стоящая надвратная колокольня.
Монастырь был закрыт во времена Екатерины II в ходе секуляризации церковных и монастырских земель. С упразднением монастыря собор стал приходской церковью. В конце XVIII века территория церкви была огорожена и выполнены каменные ворота. В XIX веке здание было покрыто штукатуркой и в таком виде Распятский собор дошёл до настоящего времени: шестистолпный односветный объём под глухим восьмигранным барабаном со шпилем.
После закрытия в 1930-х годах здание было передано медицинскому училищу, устроившему здесь общежитие. Одноэтажный храм внутри был разделен на два этажа, c северной стороны к нему была пристроена котельная, в результате все его следы как культового сооружения были уничтожены. Только после распада СССР, со второй половины 2000-х годов, Распятский собор был возвращен верующим и в нём возобновлены богослужения. Церковная колокольня в 1980-е годы утратила крышу, лишилась значительной части архитектурного убранства и продолжает разрушаться.
Реставрационные работы в церкви и на колокольне пока не проводились, здание законсервировано. Церковь является объектом культурного наследия федерального значения. Приписной к Распятскому собору является часовня блаженной Матроны Московской.